# سن هيرقل بيتيغري
سنّ هيرقل بيتيغري أو معطف أرسين لوبين بالفرنسية (La Dent d'Hercule Petitgris) هي قصة بوليسية كتبها موريس لوبلان ونُشرت في مجلة "Les Œuvres libres" في ديسمبر 1924.

## اضافة شخصية ارسين لوبين
تمت ترجمة القصة إلى اللغة الإنجليزية في عام 1926 تحت عنوان "معطف أرسين لوبين The Overcoat of Arsène Lupin" ونُشرت في مجلة "The Popular Magazine" في 7 أكتوبر 1926، مع أدراج شخصية ارسين لوبين فيها. تم نشر هذه النسخة التي تضم اللص الظريف في فرنسا من قبل دار النشر "Editions Manucius" في عام 2016 تحت عنوان "Le Pardessus d'Arsène Lupin". .

## ملخص
هيرقل بيتيغري هو محقق شرطة مُرسل من قبل رئيس الحكومة لمساعدة وزير، جان روكسفال، في حل لغز يتعلق ارتباطًا وثيقًا بالدولة والجيش. تعالج القصة موضوعًا جادًا وهو دفن الجندي المجهول تحت قوس النصر، لكن بطريقة فكاهية بفضل وجود محقق عجوز ذو ناب حاد، هيرقل بيتيغري، الذي لا يتردد في قول ما يفكر به:
« إلى اللقاء، سيد الوزير... وأيضًا، نصيحة جيدة: لا تخرج من مقصورتك. كل واحد في مجاله. ضع القوانين. اكتب كل هراء حكومتك. ولكن بالنسبة للشرطة، دع ذلك للرجال من نوعي. »

## الملاحظات والمراجع
1. ↑  André-François Ruaud (2008). Les nombreuses vies d'Arsène Lupin. La bibliothèque rouge. Paris: Les moutons électriques. ص. 199.
2. ↑  "Maurice Leblanc - Arsène Lupin -- La Dent d'Hercule Petitgris". Librairie Ombres Blanches (بالفرنسية). Retrieved 2025-01-10.
3. ↑  "LEBLANC, Maurice - La Dent d'Hercule Petitgris". Litteratureaudio.com (بfr-FR). 29 Apr 2015. Retrieved 2025-01-10.{{استشهاد ويب}}:  صيانة الاستشهاد: لغة غير مدعومة (link)